# Royal Aircraft Factory F.E.2
Entre 1911 et 1914, la Royal Aircraft Factory utilisa la dénomination F.E.2 (Farman Experimental 2) pour une série de trois appareils différents, mais utilisant tous la configuration Farman de type propulsive (hélice placée derrière l'appareil en position propulsive).
Le Royal Aircraft Factory F.E.2, était un chasseur biplan britannique de la Première Guerre mondiale, qui était aussi utilisé pour des missions de bombardement diurnes ou nocturnes.  Cet appareil doté d'un moteur propulsif est entré en service à partir de l'automne 1915. Utilisé en coopération avec les chasseurs monoplaces Airco D.H.2 et Nieuport 11, le F.E.2 devait mettre fin à la Fokker Scourge (Terreur du Fokker), c'est-à-dire la supériorité aérienne sur le Front de l'Ouest qu'avait acquise la Luftstreitkräfte avec ses chasseurs Fokker, et qui dura de l'été 1915 au printemps suivant.

## Conception et développement

### F.E.2 (1911)
Le premier F.E.2 fut conçu par Geoffrey de Havilland pour le compte de la Royal Aircraft Factory en 1911. Devant être en premier lieu une amélioration du biplan à moteur propulsif Royal Aircraft Factory F.E.1 (en) déjà conçu par De Havilland, le résultat final fit que le F.E.2 était un appareil entièrement nouveau. Sa construction fut achevée juste avant que le F.E.1 soit détruit dans un crash en août 1911. Ce nouvel appareil, bien que ressemblant dans les grandes lignes au F.E.1, n'était plus pourvu de la gouverne de profondeur frontale et devint biplace, l'ensemble étant propulsé avec un moteur rotatif Gnome et Rhône de 50 ch.
Le premier vol de l'appareil s'effectua le 18 aout 1911 avec De Havilland aux commandes. le F.E.2 fut équipé de flotteurs en avril 1912, mais le vol test du 12 avril démontra qu'il était sous motorisé pour cette nouvelle configuration. Le moteur fut alors remplacé par un Gnome de 70ch, qui permit l'emport d'un passager supplémentaire en plus du poids des flotteurs. Plus tard dans cette même année l'appareil, cette fois pourvu d'un train d’atterrissage classique, fut armé d'une mitrailleuse Maxim montée sur affut orientable sur le devant de la nacelle.

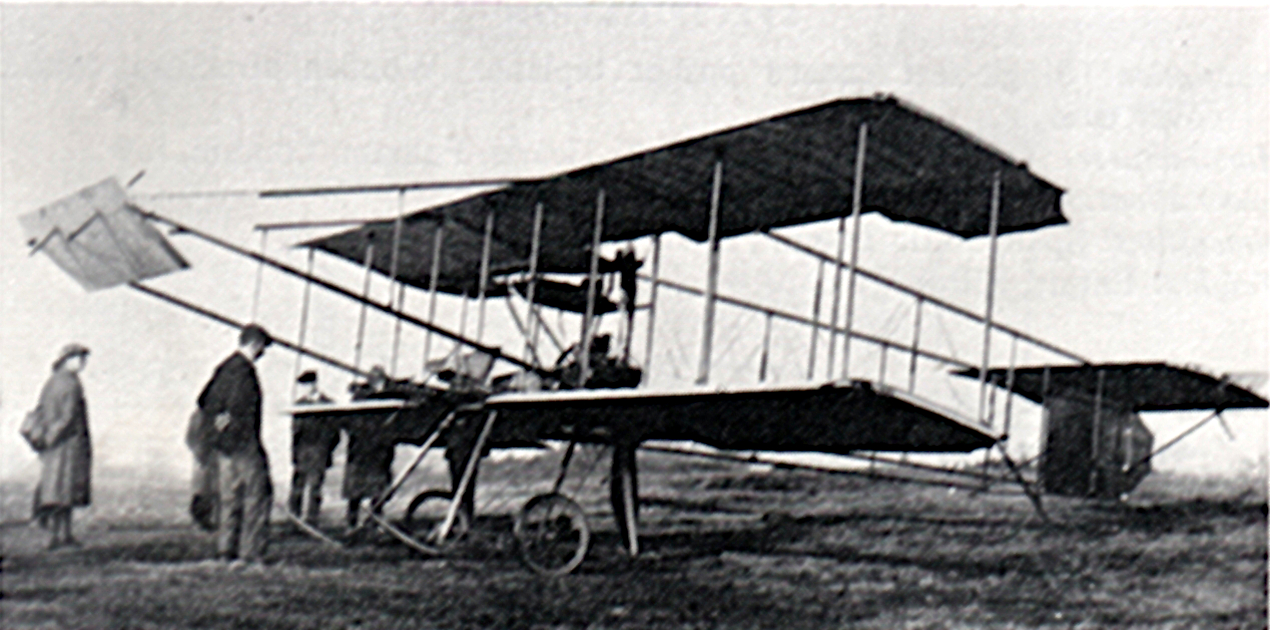
Royal Aircraft Factory F.E.1
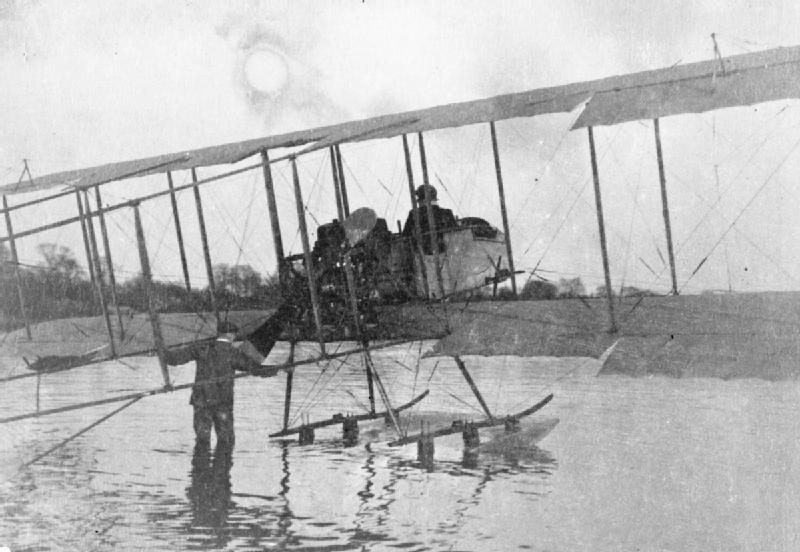
Un F.E.2 équipé de flotteurs
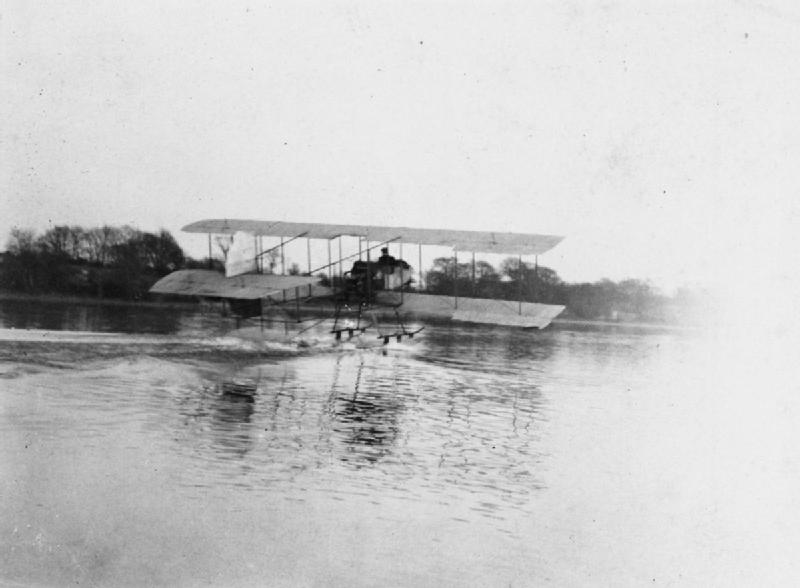
Un F.E.2 équipé de flotteurs au décollage sur un lac

### F.E.2 (1913)
Le deuxième F.E.2 reprenait la même configuration que son prédécesseur de 1911, mais en plus grand, plus lourd et plus sophistiqué. L'envergure fut augmentée de 2,74 m pour atteindre 12,8 m. La nacelle en bois et toile, abritant l'équipage, fut redessinée pour améliorer l'aérodynamisme. Les ailes extérieures fut modifiées pour reprendre celles du Royal Aircraft Factory B.E.2a, qui étaient équipées d'un système de gauchissement des ailes à la place d'ailerons pour le contrôle du roulis. La motorisation était assurée par un moteur Renault de 70 ch. Tous ces changements firent passer le poids total de l'appareil de 545 kg à 848 kg.

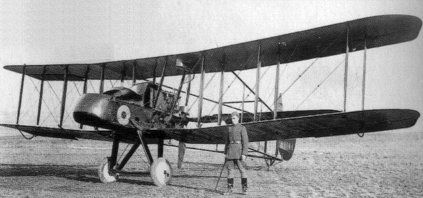
RAF F.E.2b.

L'appareil fut finalement détruit, le 23 février 1914, lors d'un crash à la suite d'une mise en vrille accidentelle à 150 m d'altitude, probablement due à une surface insuffisante du plan de dérive. Le pilote, R. Kemp, survécut à l'accident mais son passager fut tué,.

### F.E.2a-h (1914)
Mi-1914, les travaux d'amélioration sur l'appareil reprirent, pour donner naissance à une nouvelle version : le F.E.2a. L'appareil spécifiquement conçu pour un rôle de chasseur était de même classe que le Vickers FB.5 "Gunbus" et disposait d'une mitrailleuse Lewis. En dehors de la configuration propulsive, cette variante n'avait aucun lien avec les F.E.2 de 1911 et 1913. Une première commande de douze unités fut émise par le Royal Flying Corps avant même le premier vol de l’appareil. La rapidité de la demande était en partie due au déclenchement de la Première Guerre mondiale,. À cette période, la configuration avec hélice propulsive était considérée comme obsolète d'un point de vue aérodynamique, mais les Britanniques ne possédaient pas encore la technologie permettant de synchroniser le tir d'une mitrailleuse avec l'hélice contrairement aux monoplans allemands Fokker. Par conséquent, l'utilisation d'une hélice propulsive était l'unique solution pour dégager le champ de tir vers l'avant. Le F.E.2a pouvait transporter une charge externe de bombes sous la nacelle et était généralement équipé d'un appareil de photographie aérienne.
Ce F.E.2a était donc un biplan biplace, avec l'observateur placé en avant de la nacelle et le pilote situé derrière lui. L'observateur était armé d'une mitrailleuse Lewis de 7,7 mm (calibre .303 british) pouvant tirer vers l'avant, positionnée sur un affût pivotant spécialement conçu. Plus tard, une autre mitrailleuse Lewis fut installée dans le cockpit du pilote, sur un affût télescopique permettant à celui-ci de tirer par-dessus la tête de son passager. En pratique, cette arme était plutôt utilisée par l'observateur, spécialement après la découverte qu'en montant sur le rebord du cockpit, on pouvait tirer vers l'arrière au-dessus du plan supérieur. Cela permettait de combler une carence notoire en défense de ce type d'appareil, même s'il restait une grande zone aveugle en dessous de l'empennage. 

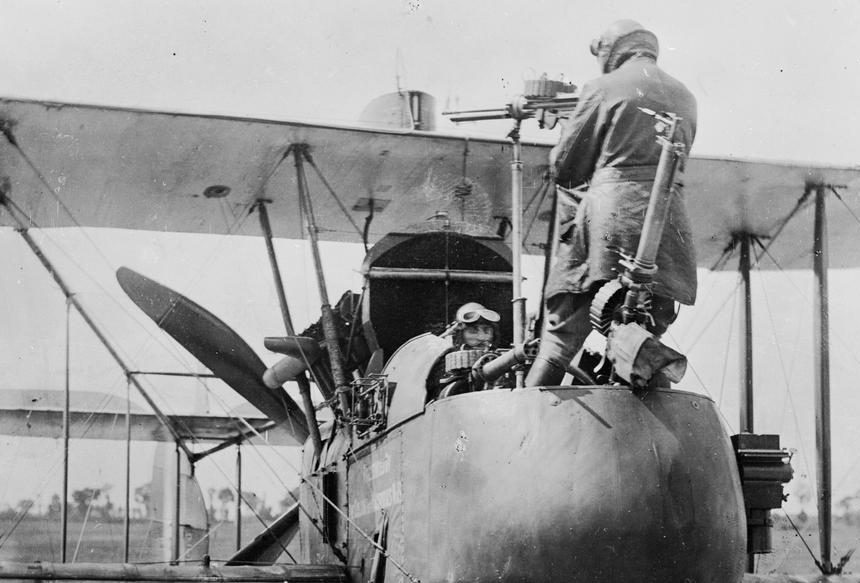
Un observateur de F.E.2d fait une démonstration de maniement de la mitrailleuse arrière. À noter l'appareil photo sur le côté gauche de l'appareil, et l'ajout (non standard) d'une mitrailleuse Lewis pour le pilote.

L'observateur était dans une situation relativement précaire, particulièrement lors du maniement de la mitrailleuse arrière, et risquait à tout moment d'être éjecté du cockpit. L'as américain de la Première Guerre mondiale Frederick Libby (en), qui abattit en tant qu'observateur sur F.E.2b dix appareils ennemis en 1916, décrivit son expérience en ces termes:

« À partir du moment où vous étiez debout pour tirer, tout votre corps à partir des genoux était exposé aux éléments. Seule votre prise sur votre arme et les rebords de la nacelle vous séparent de l'Éternité. À l'avant de cette nacelle se trouvait un tube creux en acier avec un support pivotant sur lequel la mitrailleuse était fixée. Cela permettait de couvrir un vaste champ de tir vers l'avant de l'appareil. Entre l'observateur et le pilote, une seconde mitrailleuse était installée permettant de tirer par-dessus l'aile supérieure du F.E.2d pour protéger l'appareil des attaques venant de derrière. Pour viser et tirer, il fallait se positionner debout sur le rebord de la nacelle. Vous n'aviez rien à craindre mise à part être poussé en dehors de la nacelle par le souffle d'air ou être éjecté à la suite d'une fausse manœuvre du pilote. Il n'y avait ni ceinture ni parachute. Pas étonnant qu'ils avaient toujours besoin d'observateurs..., »

Une première série de douze appareils, désignés F.E.2a, fut rapidement produite.Cette variante était caractérisée par la présence d'un large aérofrein sous la partie centrale de l'aile supérieure et était motorisée avec un Green E.6 (en) de 120ch à refroidissement par air. Le premier F.E.2a vola le 26 janvier 1915. Ce vol inaugural montra qu'il était sous-motorisé et par conséquent le moteur Green fut remplacé sur tous les F.E.2a par un moteur en ligne Beardmore de 120ch (en) à refroidissement liquide. 

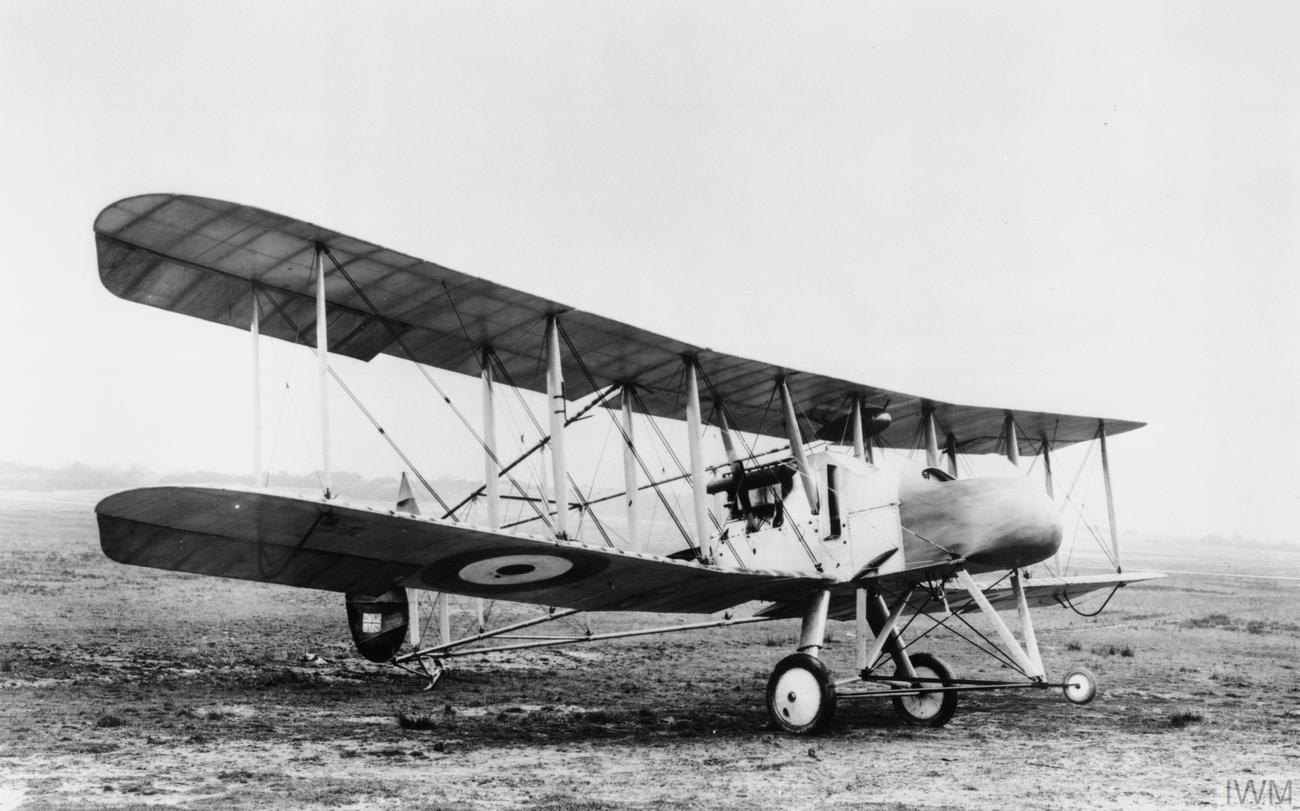
F.E.2a équipé du moteur Beardmore Daimler de 120ch

Le F.E.2a fut rapidement suivi par la variante qui sera la plus produite : le F.E.2b. Toujours motorisé avec un Beardmore de 120ch dans un premier temps, les derniers F.E.2b recevront un moteur Beardmore plus puissant de 160ch. L'aérofrein de la version a devant réduire la distance d'atterrissage, se révélant totalement inefficace fut retiré.
Une variante expérimentale conçue pour le bombardement/chasse nocturne fut adaptée à partir du F.E.2b désignée F.E.2c. Le principal changement était que les places du pilote et de l'observateur étaient inversées, ce qui donnait au pilote une meilleure visibilité pour l'atterrissage. Deux appareils furent construits en 1916 et seront utilisés par le No. 100 Squadron RAF. Finalement, seul le positionnement initial observateur-pilote fut conservé.
Plusieurs expérimentations sur des F.E.2b furent menées par la Royal Aircraft Factory , notamment l'installation d'un projecteur, alimenté par un générateur, couplé à deux mitrailleuses Lewis pour la chasse nocturne.
Un total de 1 939 F.E.2b et F.E.2c fut produit, une petite partie par la Royal Aircraft Factory et la plupart par ses nombreux sous-traitants privés comme G & J Weir, Boulton & Paul Ltd ou Ransomes, Sims & Jefferies.       
Le train d'atterrissage des versions F.E.2b et F.E.2d avait la particularité de comporter un système d'amortisseur oléopneumatique et une petite roulette sous le nez de la nacelle pour prévenir tout basculement vers l'avant de l'appareil en cas d'atterrissage sur terrain meuble. Ce train fut redessiné en "V", pour être plus aérodynamique et gagner ainsi quelques précieux kilomètres par heure. Cependant, sur le terrain les équipages préféraient supprimer la roulette avant et ne conserver que le train d'atterrissage en "V".
La dernière variante produite fut le F.E.2d (386 exemplaires) qui était équipé d'un moteur Rolls-Royce Eagle de 250ch. Malgré ce moteur plus puissant, aucune amélioration notable de vitesse ou d'altitude ne fut observée (seulement un gain d'à peine 15 km/h à 1 500 m). Cependant, ce nouveau moteur permettait d'augmenter la charge militaire et de rajouter une ou deux mitrailleuses supplémentaires tirant en chasse, commandées par le pilote. 

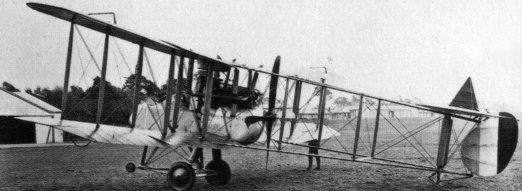
F.E.2d équipé du moteur Rolls-Royce Eagle

La RAF testa par la suite l'appareil avec d'autres moteurs. En 1916, au moins deux F.E.2b furent modifiés pour recevoir le moteur V12 de 150ch, Royal Aircraft Factory RAF 5 (qui était la version propulsive du RAF 4), mais aucun appareil de production ne suivit. Une variante F.E.2h fut créée en adaptant un moteur Siddeley Puma de 250ch à un F.E.2b. Le prototype (n° immat. A6545) fut converti en 1918 par la firme Ransomes, Sims & Jefferies. Cet essai avait pour but d'augmenter les performances de l'appareil pour en faire un chasseur nocturne efficace. Testé sur la base de Martlesham Heath, l'appareil atteignait à peine les 130 km/h au lieu des 160 km/h espérés, soit 13 km/h de mieux qu'un F.E.2b standard. En dépit du résultat, trois avions de plus furent convertis en F.E.2h et reçurent un canon sans recul Davis de 6 livres (calibre 57 mm) pour attaquer des cibles terrestres,.
Tandis que le F.E.2d était remplacé par le Bristol F.2 au sein du Royal Flying Corps, le vieillissant F.E.2b connut encore un certain succès dans des missions nocturnes de bombardement tactique et cela jusqu'à la fin du conflit. Cependant, en raison de son taux de montée et de son plafond pratique trop faibles, il ne donna jamais satisfaction en tant que chasseur nocturne.

## En service actif
Le F.E.2a commença sa carrière opérationnelle en mai 1915 au sein du No. 6 Squadron du Royal Flying Corps,, où il était utilisé conjointement avec des Royal Aircraft Factory B.E.2 et un Bristol Scout. Le premier squadron à être entièrement équipé de F.E.2 fut le No. 20 Squadron, déployé en France à partir du 23 janvier 1916. Le F.E.2 servait à cette époque comme chasseur/avion de reconnaissance, dont les deux tiers (816) avaient été construits en tant que chasseurs et le tiers restant (395) en tant que bombardiers.
Les variantes F.E.2b et F.E.2d restèrent opérationnelles jusqu'en 1917 tandis que la version F.E.2b continua sa carrière en tant que bombardier nocturne jusqu'en août 1918. Durant son pic opérationnel, le F.E.2b équipait au moins 16 squadrons du Royal Flying Corps sur le territoire français et 6 du Home Defense en Angleterre.
Le 18 juin 1916, l'As allemand Max Immelmann fut tué durant un combat l'opposant à deux F.E.2b du No. 25 Squadron RFC. Les pilotes anglais revendiquèrent leur victoire, mais la version officielle allemande stipule que le Fokker Eindecker d'Immelmann s'écrasa à la suite de la destruction de son hélice par sa propre mitrailleuse, à cause d'un défaut de synchronisation. Dans les deux cas, l'arrivée sur le Front de l'ouest du F.E.2 mit un terme à la domination allemande et au fléau Fokker
À l'automne 1916, l'arrivée de chasseurs allemands plus modernes comme l'Albatros D.I et le Halberstadt D.II fit que le F.E.2 était largement surclassé et celui-ci fut définitivement rayé des patrouilles offensives à partir d'avril 1917. À cette date et malgré son obsolescence, le F.E.2 restait très apprécié de ses équipages pour sa robustesse et ses bonnes performances de vol qui en faisaient un adversaire coriace même pour les plus grands as allemands. Le Rittmeister Manfred von Richthofen, aussi connu comme le Baron rouge, fut gravement blessé à la tête durant un combat contre des F.E.2d anglais en juin 1917. Il se peut que Von Richtofen, à l'instar des autres pilotes allemands de la période, ait confondu le F.E.2 avec un Vickers F.B.5 Gunbus moins performant.
Lors d'affrontement contre des chasseurs monoplaces plus performants, les pilotes de F.E.2b et F.E.2d mirent en place une stratégie défensive, qui sera connue plus tard sous le nom de Lufbery circle,,. Durant cette manœuvre, plusieurs F.E.2 tournent en rond, formant un cercle défensif horizontal, chaque mitrailleur-observateur couvrant "l'angle mort" de l'avion le précédant. Chaque assaillant devient alors la cible de plusieurs mitrailleurs en même temps. Cette tactique permit à des formations de F.E.2, loin à l'intérieur des lignes ennemies, d'infliger de lourdes pertes aux chasseurs allemands.
Dépassé comme chasseur diurne, le F.E.2 prouva ses performances pour des missions nocturnes. À partir de novembre 1916, il fut ainsi utilisé à la fois comme chasseur nocturne par les squadrons du Home Defense et pour des missions de bombardements tactiques nocturnes. Les premières escadrilles équipées de F.E.2b, version bombardier nocturne, furent formées à partir de février 1917. Jusqu'à la fin de la Guerre, au moins 860 F.E.2b construits ou convertis en bombardier nocturne furent employés intensivement par 8 squadrons du RFC. Néanmoins en raison de leur faible taux ascensionnel et plafond opérationnel, les F.E.2b employés comme chasseurs nocturnes connurent moins de succès.
À noter que des F.E.2b, équipés de sacs de flottaison en cas d'amerrissage, furent utilisés comme patrouilleurs maritimes pour des missions de lutte anti-sous-marine à partir de l'île de Grain dans l’estuaire de la Tamise.
En 1919, au moins 35 appareils dérivés du F.E.2, désignés Vickers VIM (pour Vickers Instructional Machines), furent vendus à la République de Chine comme avion d'entrainement avancé. Ces appareils étaient construits à partir de pièces de F.E.2 issus du surplus de la guerre mais avec une nacelle redessinée à double commande et un moteur Rolls-Royce eagle VIII

## Utilisateurs
Australie
*Australian Flying Corps
- École central d'aviation de Point Cook (État de Victoria) – 1 appareil uniquement.

 Royaume-Uni
- Royal Flying Corps / Royal Air Force

| - - No. 6 Squadron RAF - No. 11 Squadron RAF - No. 12 Squadron RAF - No. 16 Squadron RAF - No. 18 Squadron RAF - No. 20 Squadron RAF - No. 22 Squadron RAF - No. 23 Squadron RAF - No. 24 Squadron RAF - No. 25 Squadron RAF - No. 28 Squadron RAF - No. 31 Squadron RAF - No. 33 Squadron RAF - No. 36 Squadron RAF - No. 38 Squadron RAF - No. 39 Squadron RAF - No. 51 Squadron RAF - No. 57 Squadron RAF - No. 58 Squadron RAF | - - No. 78 Squadron RAF - No. 64 Squadron RAF - No. 83 Squadron RAF - No. 90 Squadron RAF - No. 100 Squadron RAF - No. 101 Squadron RAF - No. 102 Squadron RAF - No. 116 Squadron RAF - No. 118 Squadron RAF - No. 131 Squadron RAF - No. 133 Squadron RAF - No. 148 Squadron RAF - No. 149 Squadron RAF - No. 166 Squadron RAF - No. 191 Squadron RAF - No. 192 Squadron RAF - No. 199 Squadron RAF - No. 200 Squadron RAF - No. 246 Squadron RAF |

 République de Chine
 États-Unis
- American Expeditionary Force

## Survivants
Il n'existe plus d'exemplaires d'époque de F.E.2b. Cependant, l'association néozélandaise The Vintage Aviator Ltd a reconstruit 2 reproductions de F.E.2b, dont une en état de vol. Ces appareils ont été construits avec les mêmes matériaux et les mêmes techniques qu'à l'époque, seul l'hélice et le moteur sont des pièces d'origine. L'appareil a été peint aux couleurs du F.E.2b du capitaine Douglas Grinnell- Milne (pilote) et caporal D. MacMaster (observateur) appartenant au No. 25 Squadron RFC. Le 16 mai 1916, l'appareil fut forcé à atterrir par le lieutenant Gontermann de la Jasta 5. L'appareil capturé fut largement photographié par la propagande allemande.

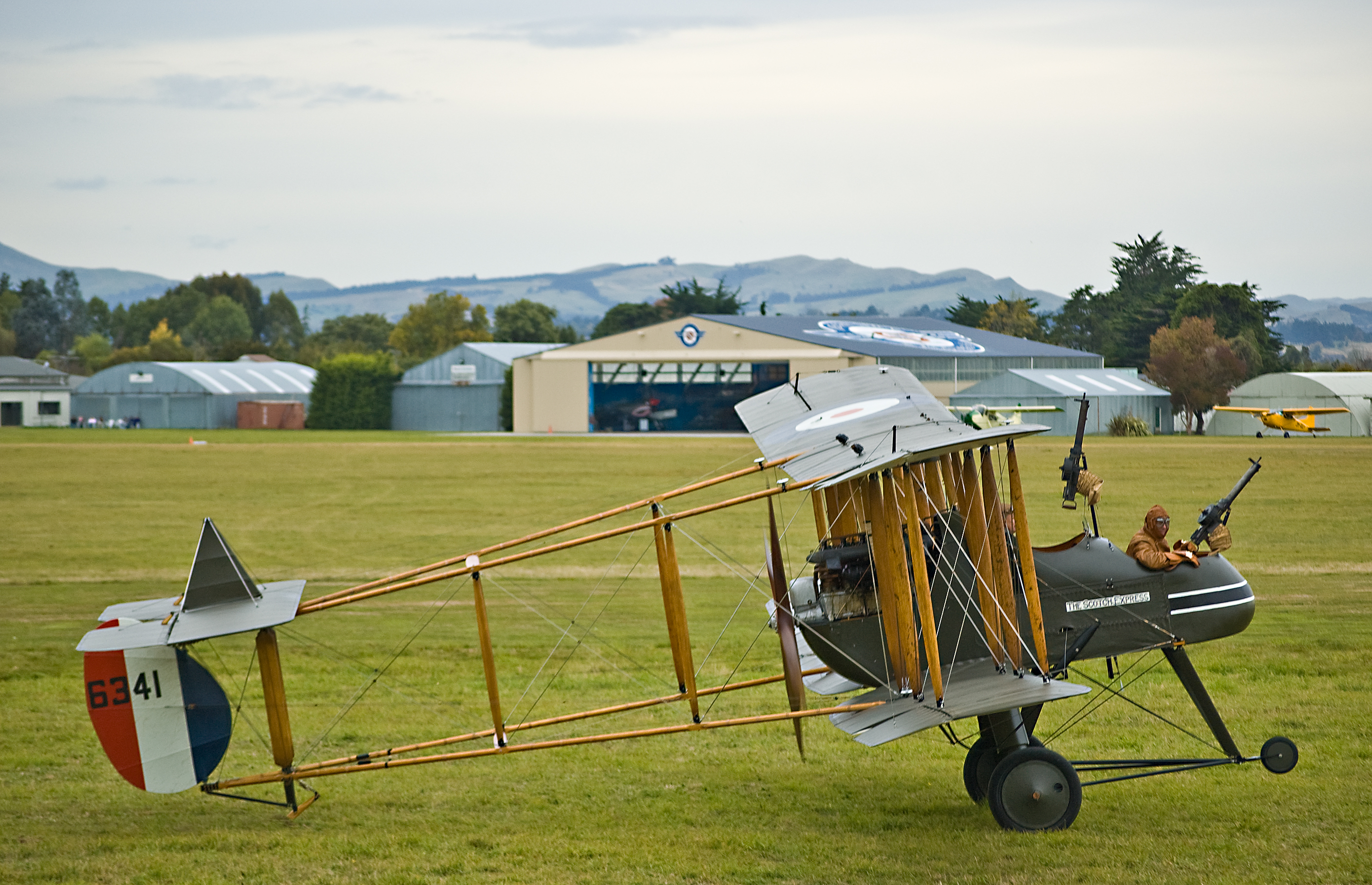
reproduction du F.E.2b sur l'aérodrome de Masterton (Nouvelle-Zélande) (25 avril 2009)
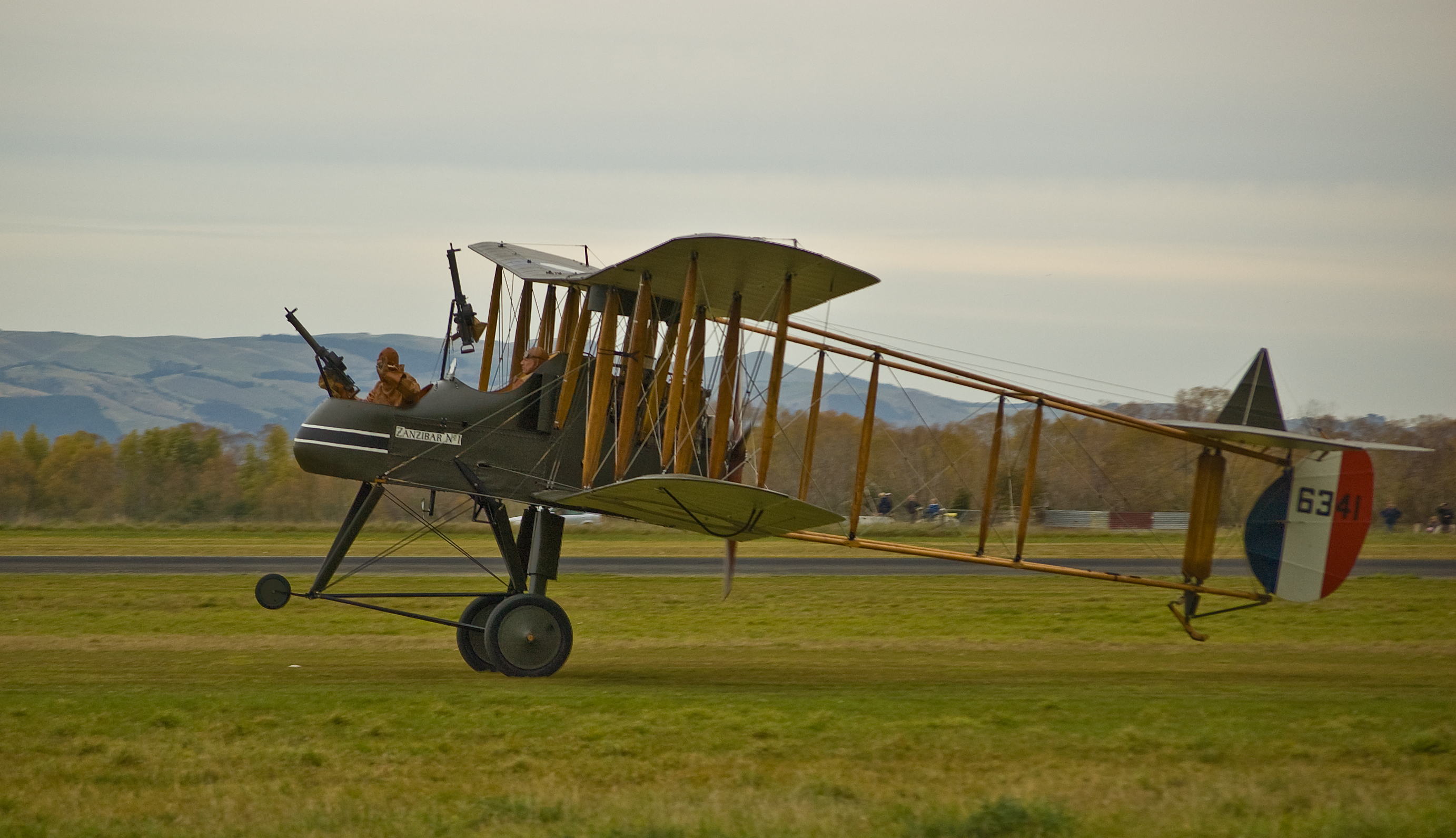
Reproduction du F.E.2b. À noter que cet appareil a été peint aux couleurs d'origine du F.E.2b no 6341 appartenant au No. 25 Squadron RFC.

## Voir Aussi

### Développement lié
- F.E.1 (en)
- Vickers VIM (en)

### Aéronefs comparables
- Farman MF.11
- Farman MF.7
- Airco DH.2
- Vickers F.B.5 Gunbus

### Liens Externes
Film d'époque montrant l'équipe d'un F.E.2b en préparation au décollage et l'appareil en vol